# Empoasca glaba
Empoasca glaba är en insektsart som beskrevs av Langlitz 1964. Empoasca glaba ingår i släktet Empoasca och familjen dvärgstritar. Inga underarter finns listade i Catalogue of Life.